# Zig Zag Story
Pour les articles homonymes, voir Zigzag (homonymie).
Pour plus de détails, voir Fiche technique et Distribution.
Zig Zag Story, édité en vidéo sous le titre Et la tendresse ! Bordel... 2, est un film français réalisé par Patrick Schulmann sorti en 1983.

## Synopsis
Le film s'ouvre sur une longue scène qui décrit la suite de catastrophes causées par une goutte d'eau, qui finissent par provoquer un énorme embouteillage au cours duquel Gil, un peintre daltonien, rencontre Cat, une animatrice de radio. Ils débutent une idylle les jours suivants. Gil est romantique et veut des enfants, mais Cat privilégie avant tout sa carrière, souhaitant s’émanciper de son patron auquel elle doit parfois s’offrir.
Gil partage avec Bob, un photographe érotique obsédé, un vaste logement aménagé dans une usine désaffectée. C’est à l’occasion d’une séance photo dans le studio de Bob, prenant des clichés de la petite Mag Gaudin, que Gil rencontre madame Gaudin, qui dirige une maison d’édition et qui le recrute comme illustrateur. Parmi les personnages que fréquentent Bob et Gil se trouve un certain Romo, dont une particularité mystérieuse est d’être invisible sur les photographies.
Ayant interviewé des spécialistes de l’art dans son émission, Cat les amène à l’atelier de Gil en son absence pour leur montrer ses peintures et solliciter leur avis. Gil rentre à ce moment et les éconduit vertement. Vexée, Cat s’enfuit à travers l’usine, et se blessera à la suite de l’effondrement d’un escalier.
Ayant eu les deux mains écrasées et devant subir une opération et une longue rééducation, Cat doit dépendre de Gil au quotidien pendant plusieurs mois. Celui-ci profite de son état de dépendance pour substituer ses pilules contraceptives. Lorsqu’elle se rend compte de la supercherie elle rompt avec lui.
Mag Gaudin est enlevée par trois hommes réclamant une rançon ainsi que la publication d’un thèse intitulée Pouvoir, pollution et délinquance. Le hasard faisant que Gil ayant justement été vu avec l’enfant le même jour, il devient le seul suspect pouvant être arrêté afin de calmer l’opinion publique. Ayant une appendicite chronique jamais soignée, il souffre des différentes tortures infligées durant sa détention. Il sera libéré lorsqu'un des ravisseurs, ayant compris que la famille ne cèdera pas au chantage, relâchera l’enfant au bout de quelques jours.
Cat renoue avec Gil, vient le voir durant sa détention préventive, et lui annonce qu’elle est enceinte de lui. La médiatisation de l’affaire a éveillé un intérêt pour les œuvres du peintre daltonien et à sa sortie de prison Gil est pressenti pour une exposition.
À nouveau arrêté brièvement pour un décès suspect survenu chez lui — une religieuse morte d’un arrêt cardiaque en entrant dans le studio de Bob pendant une séance de photos de nus — et ayant décidé de se rebeller contre l’inspecteur de police, Gil prend à nouveau des coups dans le ventre au commissariat. Il sera relâché juste à temps pour son exposition. Il décide de rejoindre Cat et se met à courir mais son appendicite chronique lui cause un malaise grave, nécessitant une prise en charge médicale immédiate. Pendant ce temps, Bob reçoit la visite d’une jeune religieuse qui, par vengeance pour sa supérieure, s’offre à lui passionnément, jusqu'à ce qu’il meurt d’une crise cardiaque.
Au même moment, Romo, qui vient de découvrir pour la première fois une photo de lui où il est visible, court de joie dans les rues, en provoquant un accident, qui devient un immense embouteillage semblable à celui du début du film… et où est prisonnière l’ambulance emmenant Gil vers l’hôpital.
Les pensées de certains personnages, lors des scènes avec l'inspecteur, apparaissent sous la forme de phylactères, des bulles dans lesquelles la scène que le personnage imagine apparaît.

## Fiche technique
- Titre : Zig Zag Story
- Autre titre : Et la tendresse ! bordel... 2
- Réalisation : Patrick Schulmann
- Sociétés de production :  Chloë Productions, Parano Films, Sphinx Films
- Musique du film : Patrick Schulmann
- Directeur de la photographie : Gilberto Azevedo
- Montage : Aline Asséo
- Création des décors : Pierre Voisin
- Décorateur de plateau : Gil Fontbonne
- Genre : Comédie dramatique
- Pays :  France
- Durée : 100 minutes
- Date de sortie en salles : 4 mai 1983 (France)

## Distribution
- Christian François : Gil Darmon
- Fabrice Luchini : Bob Hemler
- Diane Bellego : Catherine Andrews
- Ronny Coutteure : Romo
- Philippe Khorsand : l'inspecteur de police
- Béatrice Avoine : Mona
- Michel Bertay : le ministre
- Bernard Cazassus : le guide
- Isabelle Cagnat : Mag Gaudin
- Jean-Marie Fertey : Charles Gaudin
- Claude Marcault : Simone Gaudin
- Jean-Jacques Charrière : l'organisateur de l'exposition
- Jean-Claude Martin : Léon, le présentateur de Radio F1
- Virginie Moréno : la fille du métro
- Roger Muni : Arthur, le peintre en faux tableaux
- Daniel Sarky: Paul, le patron de Radio F1
- Max Vialle : le médecin de l'hôpital
- Pierre Baton : le préfet
- Annie Bourgoin : la fille poilue
- Marie-Hélène Conte : la femme élégante
- Muriel Bouvard : l'hôtesse
- Dominique Hulin : le ravisseur thésard
- Robert Yacar : le prisonnier cracheur de feu
- Didier Attar
- René Bastide
- Pierre Belot : le juge d'instruction
- Béatrice Gromb
- Isadora Ducasse
- Jeannette Granat
- France Léa
- Christian Broutin
- Franca Maï : Béatrice, la journaliste
- Corinne Richardon
- Alain Marguerite
- Jorge Blanco : un journaliste

## Autour du film
- L'ordinateur portable utilisé par Fabrice Luchini pour synthétiser des voix est un Osborne 1.